# Kinderschänder
Der Ausdruck Kinderschänder ist im Deutschen eine Bezeichnung für Menschen, die, etwa vor einem pädophilen Hintergrund, sexuellen Missbrauch von Kindern verschulden oder dessen beschuldigt werden.
Das von 1852 bis 1974 gültige österreichische  Strafgesetz stellte im § 128 die Kinderschändung unter Strafe:
„Wer einen Knaben oder ein Mädchen unter vierzehn Jahren, oder eine im Zustande der Wehr- und Bewußtlosigkeit befindliche Person zur Befriedigung seiner Lüste auf eine andere als die im §. 127 bezeichnete Weise geschlechtlich mißbraucht, begeht … das Verbrechen der Schändung …“.
Das Wort „Schändung“ wurde bei der österreichischen Strafrechtsreform 1974 nicht wieder aufgenommen.

## Geschichte
Das Deutsche Wörterbuch führt die Bezeichnung „Kinderschänder“ nicht, wohl aber die heute kaum noch verbreiteten geschlechtsspezifischen Formen Knabenschänder, Mädchenschänder und Bubenschänder („bubenschaender“). Die Unterscheidung nach dem Geschlecht des Opfers ist verbunden mit einer alten, bis in die Moderne hineinreichenden Unterscheidung im Rechtsverständnis: Die „Knabenschändung“ wurde maßgeblich als der „Natur“ widersprechender Akt, als Sodomie bewertet, während bei der „Mädchenschändung“ eher der Eingriff in die Freiheit und körperliche Unversehrtheit des Opfers Erwägung fanden. Aber auch die Bezeichnung „Kinderschändung“ lässt sich bereits in der zweiten Hälfte des 19. Jahrhunderts nachweisen, verwendet in Abgrenzung zum damaligen juristischen Terminus „Unzucht an Kindern“.
Die Politologin Brigitte Kerchner sieht die Verbreitung der Bezeichnung „Kinderschänder“ im Kontext einer Verbreitung biologistischer Erklärungsansätze für Straftaten gegen Ende des 19. und Anfang des 20. Jahrhunderts, wobei Dispositionen zu solchen Straftaten durch eine „Minderwertigkeit der Erbanlagen“ entsprechender Personen zu erklären versucht wurden. Mit der Etablierung des Begriffs der „Kinderschändung“ in der Kriminologie gegen Ende der Weimarer Republik habe die Kriminologie sich dem „diffamierenden Ton der Rassenhygiene und der reaktionären Kinderschützer“ geöffnet. Eine „militante Kinderschutzbewegung“ habe die Bezeichnung „Kinderschänder“ benutzt, „um Sexualstraftäter als ‚Untermenschen‘ zu stigmatisieren“. Das mit dem Begriff der „Kinderschändung“ verbundene Täterbild schloss in der Weimarer Republik auch Frauen mit ein. In einigen damaligen Werken wurde die „‚Kinderschändung von Weibern‘ als unentdeckte, aber weit verbreitete Tatsache“ dargestellt.
In der Zeit des Nationalsozialismus wurde „Mädchenschänder“ teilweise auch synonym mit „Rassenschänder“ verwandt für männliche Juden, die in einvernehmlichen romantischen Beziehungen zu durch die herrschende Doktrin der „arischen Rasse“ zugerechneten Frauen standen. Der Stürmer etwa diffamierte in seinen Artikeln wiederholt solche Personen unter Verwendung der Bezeichnung „Mädchenschänder“, ebenso die Fränkische Tageszeitung mit den Wörtern „Mädchenschänder“ und „Mädchenschändung“. Laut der Historikerin Alexandra Przyrembel war das Wort „Mädchenschänder“ „Instrument der gesellschaftlichen Ächtung und Marginalisierung der jüdischen Bevölkerung“. Auch wurden männliche Juden als „Knabenschänder“ „arischer“ Jungen diffamiert.
Die Bezeichnungen finden unter anderem in neonazistischen Kreisen als Schlagwort Verwendung, oft im Zusammenhang mit der Forderung nach „harten“ Strafen für solche Straftaten, etwa Todesstrafe und Zwangskastration. Darüber hinaus finden sie auch in manchen Massenmedien weite Verbreitung.

## Kritik
Das Wort „Kinderschändung“ nimmt Bezug auf das Konzept der Schande, als Gegenkonzept zur Ehre. Das kindliche Opfer sexueller Gewalt wird somit im Wortsinne mit Schande überzogen, mit der es fortan leben muss, verliert seine Ehre. Die Verwendung des Wortes kann somit, auch durch das Opfer, als Schuldzuweisung verstanden werden.
Ursula Enders, Leiterin des Vereins Zartbitter Köln, und der Verein Regenbogenwald lehnen diese Form der Bezeichnung aufgrund dieser Zuweisung von Schande an das Opfer ab. Laut Enders disqualifizieren sich Neonazis durch die Verwendung des Wortes „Kinderschänder“ fachlich selbst.
Maria Pober, Vertreterin der feministischen Linguistik, schlägt als Alternative die – zudem gegenderten – Wörter „mädchen-, frauen-, buben-/jungen- bzw. männervergewaltigerIn“ vor, welche den Täter explizit werden ließen.
Die Bezeichnung wird auch als Versuch gesehen, der Schwere des sexuellen Missbrauchs für die Opfer gerecht zu werden, Dorothea Dieckmann schrieb 1996 zum Wort „Kinderschänder“: „‚Schänden‘ entspricht – als Ableitung von ‚Schande‘ – dem überkommenen Moralbegriff der Ehre; konnotiert wird (wie zum Beispiel bei Grabschändungen) etwas Heiliges, naturhaft Unantastbares. Selbst der Klang hat noch etwas Archaisch-Konkretes, das den Begriff ‚griffig‘ macht: geeignet, dem wahrhaft archaischen Schrecken solcher Taten Ausdruck zu geben. Seine wüste, unzivilisierte Simplizität prädestiniert das Wort Kinderschänder zum Transportriemen für Volkshatz, Vorverurteilung und Verdrängung der jeweils eigenen Schuldanteile. Eine Art Nazi-Kampfbegriff ist es dennoch nicht; man muß sogar zugeben, daß es der Tat semantisch angemessen ist.“